# Фрайдей, Гевин
Гевин Фрайдей, также иногда пишется и произносится на русском языке, как Гэвин Фрайди, Гэвин Фрайдэй (англ. Gavin Friday); урождённый Финон Мартин Ханви (англ. Fionán Martin Hanvey); 8 октября 1959 года, Дублин, Ирландия) — ирландский певец и автор песен, композитор, актёр и художник. Известен также, как один из основателей пост-панк-группы The Virgin Prunes, бывший участник британской рок-группы The Fall, один из близких друзей ирландского музыканта и вокалиста группы U2 Боно.

## Биография
Финон Мартин Ханви родился 8 октября 1959 года в Дублине. Начальное образование получил в католической школе Sacred Heart School Конгрегации Христианских Братьев.. Затем учился в St Kevin's College, Dublin. Фрайдей вспоминал об этом периоде времени: «Единственным предметом, который мне нравился, было искусство, но братья-христиане считали это смешным. Ты должен был устроиться на работу в качестве госслужащего, плотника или футболиста».
Когда ему было четырнадцать лет, проживая в северной части Дублина, он познакомился с Боно и Дереком Guggi Роуэном — будущим солистом The Virgin Prunes и художником. Боно вспоминал, что знакомство состоялось на вечеринке, на которой юного Финона никто не ожидал: «Мы поймали его, когда он пытался что-то украсть из дома. Классические подростковые шалости… но мы стали друзьями». Считается, что именно Ханви придумал кличку Боно для Пола Дэ́вида Хью́сона.
В семнадцатилетнем возрасте основал одну из самых заметных ирландских пост-панк групп The Virgin Prunes, которую сам описывал, как перекресток между Секс Пистолз и Дэвидом Боуи, а критики считали антиподом политической серьёзности, начинавшими с ними в одно время, U2. Тогда же появился и сценический псевдоним Гевин Фрайдей. Участники группы часто шокировали зрителей, переодеваясь в женскую одежду, однако сам Фрайдей отрицает, что в выступлениях The Virgin Prunes были какие-то параллели с дрэг представлениями. «Я скорее выглядел, как Распутин на „кислоте“, мы просто так самовыражались», заявлял он в одном из своих интервью. Музыкант покинул группу в 1986 году, после чего она продолжила свое существование под название The Prunes до 1991 года.
В 1983 году Гевин Фрайдей отметился появлением на заглавном треке сольного альбома In Strict Tempo клавишника дуэта Soft Cell Дэвида Болла.
В 1984 году сотрудничал с культовой английской группой The Fall на треках: «Copped It» и «Stephen Song», которые появились в альбоме The Wonderful and Frightening World of The Fall, и «Clear Off!», который стал частью EP Call For Escape Route. На каждом из трех треков Фрайдей и вокалист The Fall Марк Э. Смит были основными вокалистами. В том же году Гевин Фрайдей записывается в качестве приглашенного вокалиста на треке «The Tenderness of Wolves» из альбома Scatology группы Coil.
В 1986 году, после ухода из Virgin Prunes, Гевин Фрайдей на некоторое время полностью посвятил себя живописи, деля студию с Боно, Guggi и Чарли Уискером. Это сотрудничество вылилось в выставку Four Artists — Many Wednesdays (1988) в галерее Hendricks в Дублине. Фрайдей, Гугги и Уискер представили живописные работы, а Боно выставил фотографии, сделанные в Эфиопии. Раздел экспозиции Фрайдея носил название I didn’t come up the Liffey in a bubble («Я не проплыл по Лиффи в пузыре») — ирландское разговорное выражение, означающее, что человек не всплыл из ниоткуда, а знает как устроен мир, и которое часто использовал его отец.
В 1987 году начинает карьеру, как сольный исполнитель. Вместе с Саймоном Кармоди из группы The Golden Horde записывает версию песни You Can’t Always Get What You Wan.
В том же году Гевин Фрайдей начинает сотрудничество со своим главным соавтором в период с 1987 по 2005 г. г. — мультиинструменталистом и автором песен Морисом Ройкрофтом, известным под творческим псевдонимом Морис Сизер. В 1988 году они подписали контракт с лейблом Island Records и выпустили вместе три альбома, прежде чем покинуть компанию в 1996 году. Позднее, Фрайдей и Сизер написали музыку к фильмам Джима Шеридана «Боксёр» и «В Америке», причём саундтрек к последнему был номинирован на премию Айвора Новелло в 2004 году в категории «Лучший оригинальный саундтрек к фильму».
В 1989 году, в сотрудничестве с Морисом Сизером и продюсером Халом Уилнером, выходит в свет первый сольный студийный альбом Гевина Фрайдея Each Man Kills the Thing He Loves. В этой, наполненной мрачными настроениями, работе певец исследовал влияние Эдит Пиаф, Курта Вайля, Бертольда Брехта, Жака Бреля, кавер-версия песни которого Au Suivant под названием Next, стала украшением альбома.
Следующий альбом 1992 года Adam 'n' Eve в музыкальном плане дополнял дебютную работу.
В 1992-93 г. г. Фрайдей, Боно и Сизер вместе трудятся над саундтреком к фильму Джима Шеридана Во имя отца (In the Name of the Father), включая заглавную композицию, а также песню Billy Boola и балладу You Made Me the Thief of Your Heart, которую исполнила Шинейд О’Коннор, номинированную на премию «Золотой глобус» в 1994 году в категории «Лучшая оригинальная песня». В 2003 году они же написали Time Enough for Tears — оригинальную тему к фильму Шеридана В Америке (In America), в исполнении Андреа Корр. Эта композиция также была номинирована на «Золотой глобус» за лучшую оригинальную песню.
В 1994 году, совместно с Сизером и другими авторами и музыкантами, был одним из авторов и продюсеров дебютного и единственного альбома Наоми Кэмпбелл Babywoman. В числе прочих, темнокожая модель исполнила песню I Want to Live из альбома Adam 'n' Eve.
Альбом Shag Tobacco 1995 года, к записи которого, помимо старых друзей, присоединился гитарист U2 Эдж, больше тяготел к поп-мотивам. Сингл You, Me and World War III в специальном ремиксе от Тима Сименона попадает в ротацию европейского MTV, а песня Angel включена в саундтрек фильм Ромео + Джульетта 1996 года. Самым авангардным явлением этого альбома стала кавер-версия композиции The Slider британской глэм-рок группы T-Rex.
В 1995 году он исполнил песню Look What You’ve Done (To My Skin) — одну из двух композиций (вторая была исполнена Пи Джей Харви), написанных Филипом Ридли и Ником Бикатом для второго полнометражного фильма Ридли, как сценариста и режиссёра — Темный полдень (The Passion of Darkly Noon).
Летом 1999 года Гэвин Фрайдей отправился в Косово от имени ирландской благотворительной организации Concern Worldwide, чтобы снять документальный фильм, освещающий положение косовских беженцев. После визита, в дублинском Темп-Бар открылась выставка Artists for Kosovo — слайд-шоу работ известных ирландских художников, сопровождаемое музыкой Фрайдея и Сизера. Позже в том же году был завершён документальный фильм Three Wishes for Kosovo, а также запущен детский благотворительный проект Косово под названием Muc the Flying Piggy Bank. Проект побуждал детей в школах по всей Ирландии организовывать собственные сборы средств для помощи косовским беженцам.
В 2003 году Гевином Фрайдеем и Морисом Сизером был записан альбом по мотивам симфонической сказки Сергея Прокофьева «Петя и волк». Выходу диска предшествовала серия рисунков, выполненных Боно и его дочерями Ив Хьюсон и Джордан, и последующая их продажа на аукционе Кристис в Нью-Йорке. Весь проект имел благотворительный характер.
В 2005 году творческий тандем Фрайдея и Сизера совместно с Куинси Джонсом написали фоновую музыку для биографического фильма о 50 Cent «Разбогатей или сдохни» (Get Rich or Die Tryin’).
В сентябре 2006 года лейблом ANTI- был выпущен двойной альбом-сборник морских песен и баллад под названием Rogue’s Gallery: Pirate Ballads, Sea Songs, and Chanteys, спродюсированный Хэлом Уилнером. В записи альбома приняли участие такие исполнители, как Стинг, Ник Кейв, Брайан Ферри, Руфус Уэйнрайт и другие. Гэвин Фрайдей исполнил в этом альбоме две композиции: непристойную Baltimore Whores и Bully in the Alley — вместе с бывшими участниками Virgin Prunes Гугги и Дейвом Айдом. Это стало их первым совместным студийным проектом с момента ухода Фрайдея из группы.
Фрайдей снова работал с продюсером своего первого сольного альбома Хэлом Уилнером в июне 2007 года, выступив на концерте песен Уолта Диснея Forest of No Return — the Vintage Disney Songbook в рамках фестиваля Meltdown, в недавно отреставрированном лондонском зале Royal Festival Hall. На одной сцене с Грейс Джонс, Ником Кейвом, Питом Доэрти, и одним из организаторов фестиваля Джарвисом Кокером, Гевин Фрайдей исполнил «Песню сиамского кота» из мультфильма Disney Леди и Бродяга, и композицию Castle in Spain.
Примерно в это же время Фрайдей начинает сотрудничество с пианистом Хербом Макеном, и постепенно начинает работу над своим четвёртым сольным альбомом, периодически отвлекаясь на различные проекты. Из таких проектов заслуживает внимания сотрудничество Фрайдея, британского композитора Гэвина Брайерса, Королевской шекспировской труппы и Opera North — английской оперной компании из Лидса, в рамках современного прочтения сонетов Шекспира. Проект состоялся, как одно из мероприятий фестиваля Complete Works Festival в 2007 году. Открытие состоялось в Стратфорд-апон-Эйвон, где Фрайдей представил своё исполнение Сонета 40 и выступил в роли рассказчика в 40-минутной музыкальной пьесе Брайерса Nothing Like The Sun.
Почти четырёхлетняя работа над новым альбомом завершилась его выходом в Ирландии в Страстную пятницу 22 апреля 2011 года. Альбом получил название Catholic, и был спродюсирован Кеном Томасом, известным по работе с Throbbing Gristle, Cocteau Twins, Sigur Rós и Дэйвом Гааном. Звучание стало более интимно-электронным, а заглавная песня Able немного напоминала творческое наследие U2.
После выхода альбома творческая активность Гевина Фрайдея немного пошла на спад. Он по прежнему принимал участие в различных проектах своих друзей и других музыкантов. В 2017 году работал в качестве приглашенного вокалиста на альбоме Atonalism проекта Atonalist музыкантов-мультиинструменталистов Рено-Габриеля Пиона (сотрудничавшего с Antony & the Johnsons, John Cale, Dead Can Dance, Siouxsie, Hector Zazou, Björk…) и Арно Фурнье. Широкая публика услышала о Фрайдее снова в 2022 году после выхода некоммерческого мультфильма по мотивам «Пети и Волка», основанного на тех же рисунках Боно и его дочерей и музыке Фрайдея и Сизера, а также переиздания одноимённого альбома 2003 года в виде саундтрека к мультфильму.
25 октября 2024 шестой сольный альбом Гевина Фрайдея Ecce Homo был выпущен на лейбле BMG. Основным продюсером альбома стал ещё один старый приятель певца — участник Soft Cell и The Grid Дэйв Болл. Работа выполнена в стилях синти-поп и дарквэйв, в почти полностью электронном звучании. Издание альбома сопровождалось выходом синглов Ecce Homo и The Church of Love (би-сайд треком которого стал кавер французской певицы Desireless Voyage, Voyage), небольшим туром по Великобритании и Ирландии, и несколькими появлениями в телевизионных шоу.

## Дискография

### Альбомы
- Each Man Kills the Thing He Loves[англ.](1989)
- Adam 'n' Eve[англ.](1992)
- Shag Tobacco[англ.] (1995)
- Peter and the Wolf (2003)
- Catholic[англ.] (2011)
- Ecce Homo (2024)

### Синглы
- You Can’t Always Get What You Want (1987)
- Each Man Kills The Things He Loves (1988)
- You Take Away the Sun (1989)
- Man of Misfortune (1989)
- I Want to Live (1992)
- King of Trash (1992)
- Falling off the Edge of the World (1993)
- In the Name of the Father" with Bono (1994) — IRE № 15, AUS №. 56
- Angel (1995)
- You, Me and World War III (1996)
- There’s Nothing to Be Afraid Of (2023, from the Peter and the Wolf Original Soundtrack)
- Ecce Homo (2024)
- The Church of Love (2025)

### Саундтреки и музыка к фильмам[21][22]
- Плохое влияние[англ.](1990)
- Короткие истории (1993)
- Во имя отца (1993)
- Темный полдень (The Passion of Darkly Noon[англ.]) (1995)
- Ромео + Джульетта (1996)
- Ангелочек (фильм)[англ.](1996)
- Миссия невыполнима (1996)
- Баския (1996)
- Боксёр (1997)
- Мулен Руж! (2001)
- Дискосвиньи (2001)
- В Америке (2003)
- Разбогатей или сдохни (2005)
- Завтрак на Плутоне (2005)
- Peter and the wolf[англ.](2023)

## Фильмография
После участия в создании документального фильма Эйден Уолш: Хозяин Вселенной (2000), Гэвин Фрайдей дебютировал, как актёр, в фильме Кирстен Шеридан Дискосвиньи (2001), где исполнил небольшую роль.
В 2005 году Фрайдей сыграл Билли Хэтчетта в фильме Нила Джордана Завтрак на Плутоне, основанном на романе ирландского писателя Патрика Маккейба, на который, как отмечается, повлиял альбом Фрайдея Shag Tobacco. В саундтреке к фильму он исполнил песни Wig Wam Bam и Sand в дуэте с Киллианом Мёрфи.